# Kornowie

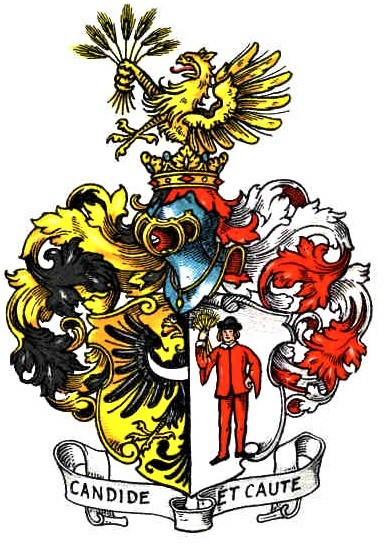
Herb von Korn

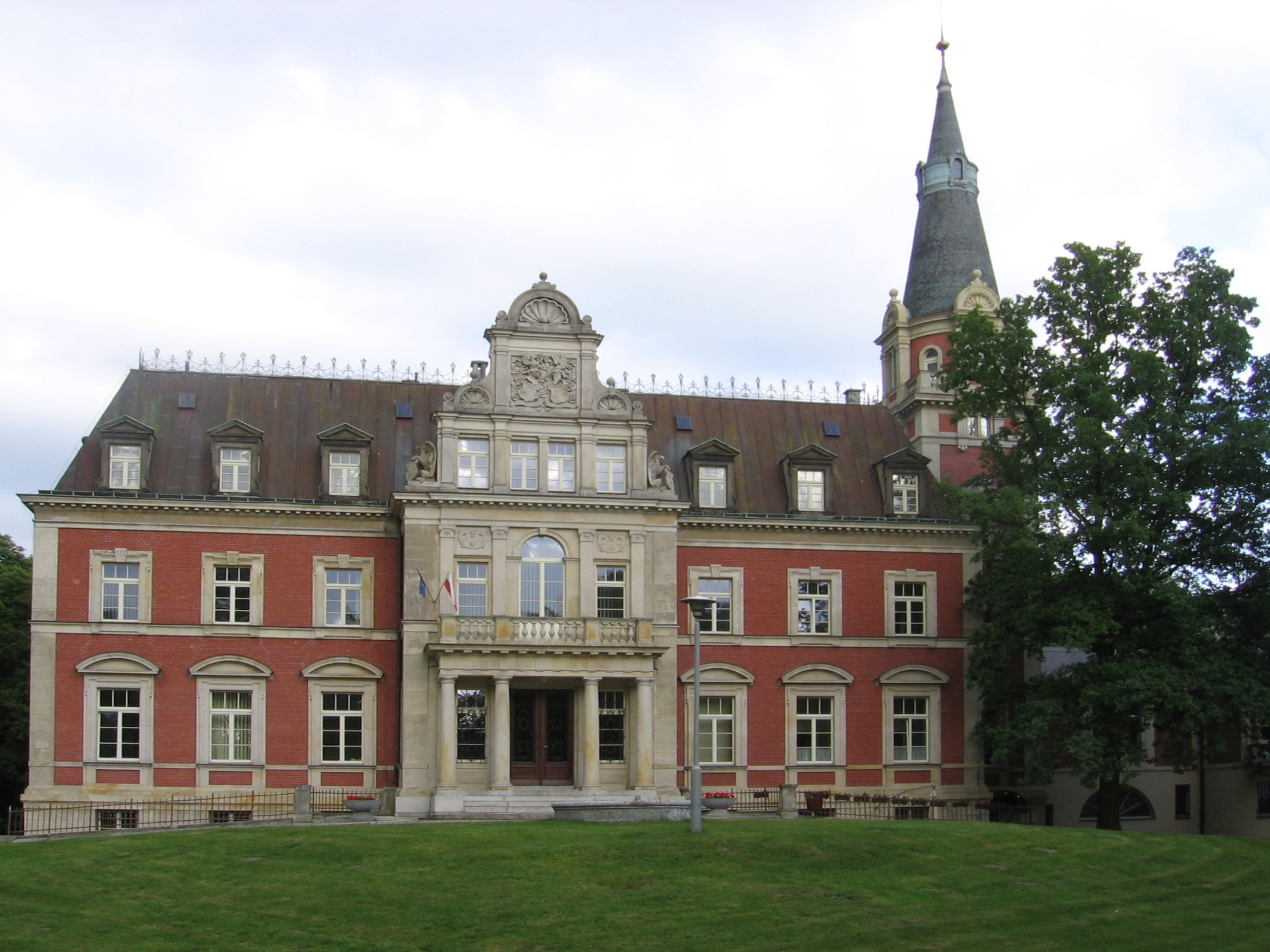
Pałac w Pawłowicach

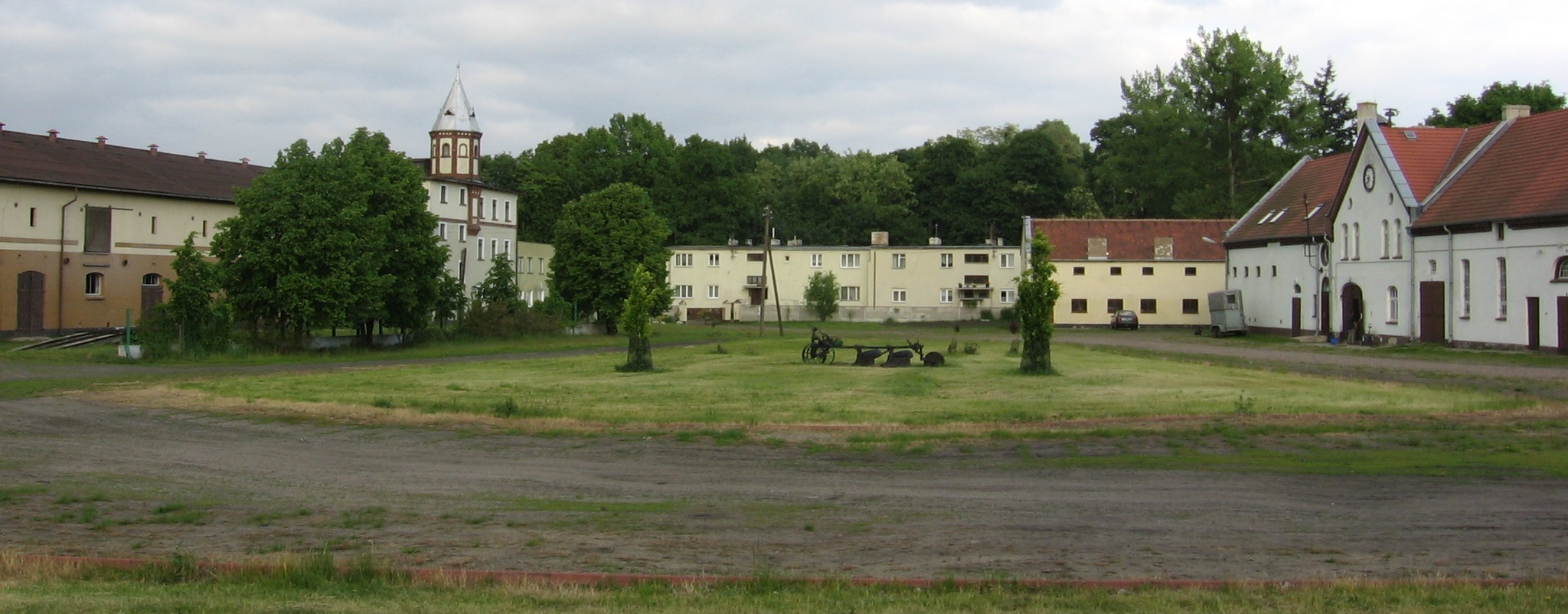
Majątek Fideikommissrittergut koło pałacu

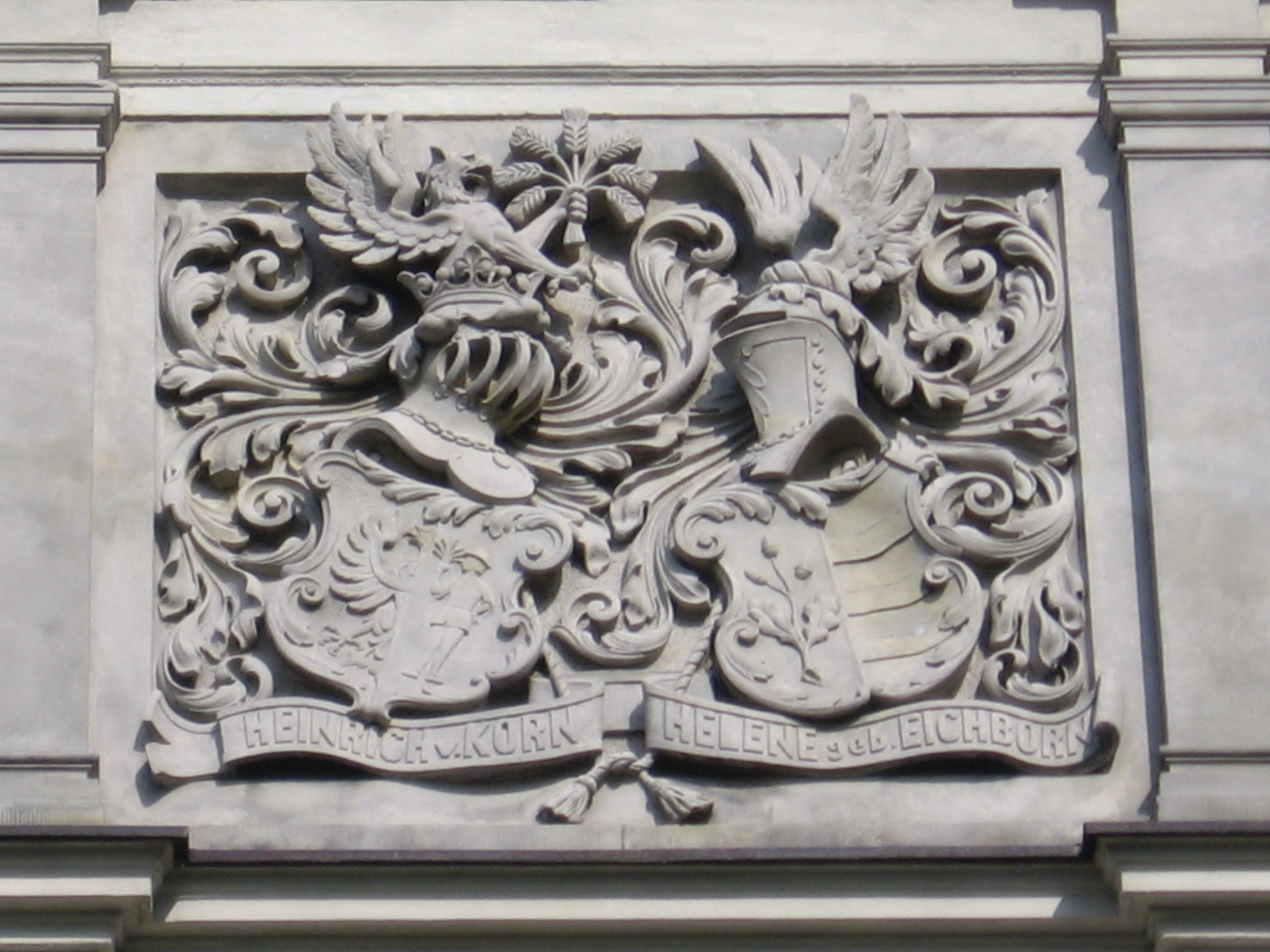
Herby Heinricha von Korn i Heleny z domu von Eichborn nad frontonem ich pałacu w Pawłowicach

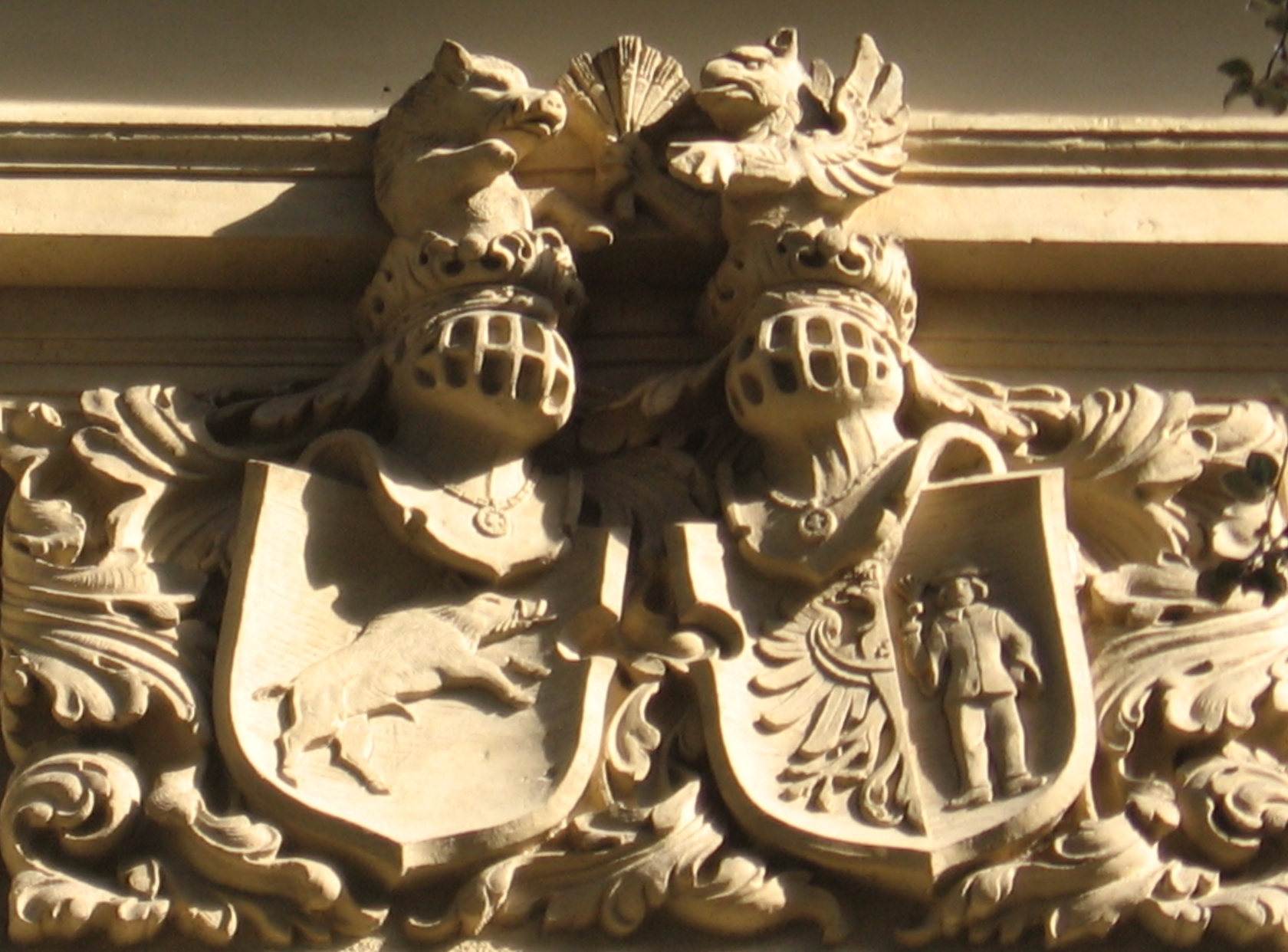
Herby Konstantina von Schweinichen (po lewej) i Marii von Korn (po prawej) nad frontonem ich domu, przyległego do pałacu rodziców

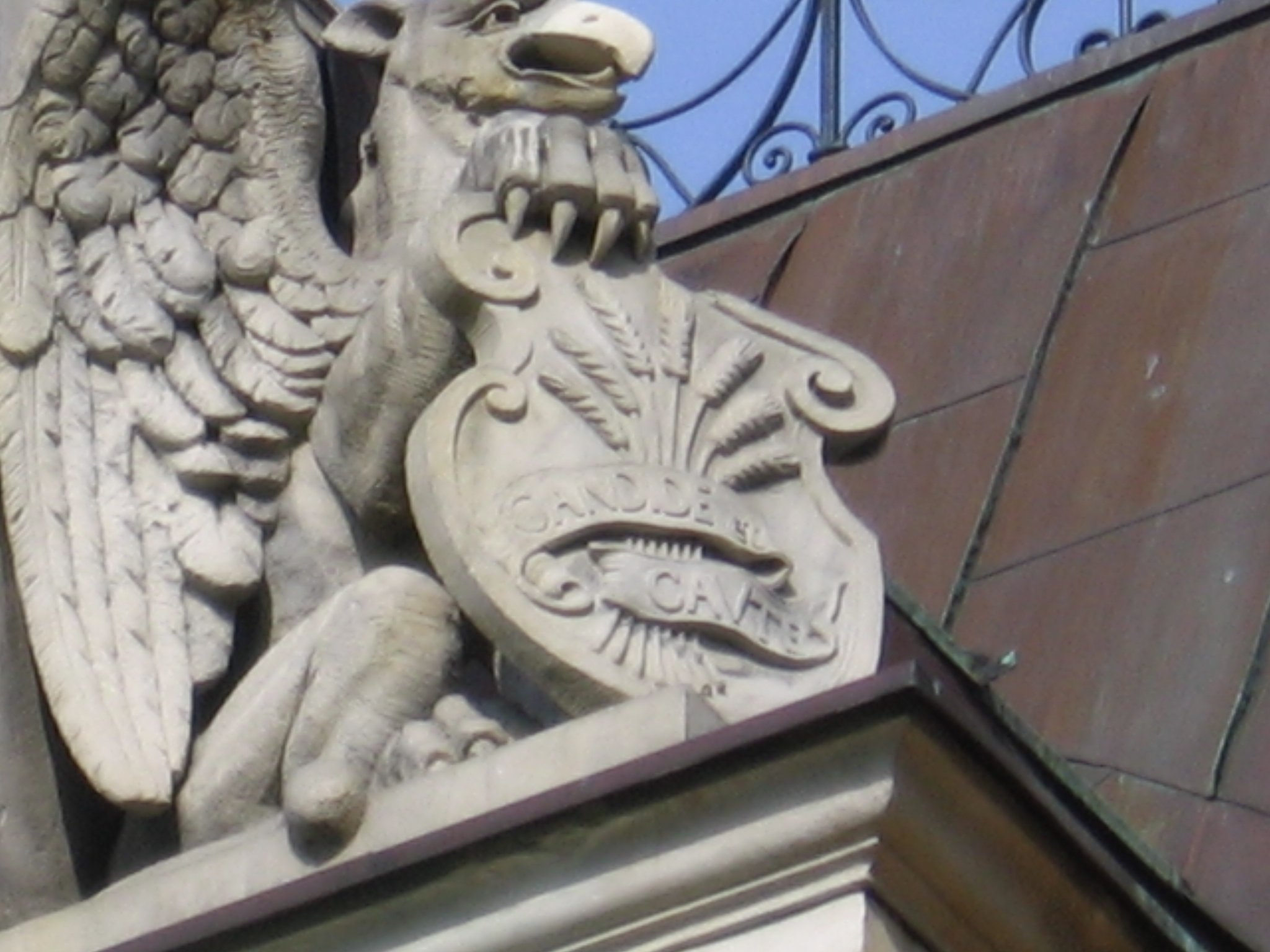
CANDIDE ET CAUTE w Pawłowicach

Kornowie – rodzina wrocławskich wydawców, księgarzy i drukarzy w XVIII – XX w. Założona przez Johanna Jacoba Korna firma wydawała publikacje przeznaczone głównie dla krajów Europy Wschodniej, zwłaszcza Polski. Syn Johanna, Wilhelm Gottllieb, wydawał polskie podręczniki, uruchomił w I Rzeczypospolitej składy księgarskie w Warszawie, Lwowie i Poznaniu. Był dostawcą książek dla Stanisława Augusta Poniatowskiego i Uniwersytetu Wileńskiego.
- Członkowie rodziny związani z branżą księgarską i wydawniczą:
  - Johann Jacob Korn (1702–1756), pochodzący z okolic Koburga w ówczesnym księstwie Wettynów starszej linii, protoplasta rodu i założyciel firmy, wydawca najstarszej i najdłużej wychodzącej gazety wrocławskiej Schlesische Zeitung
  - Johann Friedrich Korn (1736–1802), syn Johanna Jacoba; wydawca i antykwariusz
  - Wilhelm Gottlieb Korn (1739–1806), syn Johanna Jacoba i jego spadkobierca; księgarz i wydawca
  - Johann Gottlieb Korn (1765–1837), syn Wilhelma Gottlieba i jego spadkobierca; księgarz i wydawca
  - Julius Korn (1799–1837), syn Johanna Gottlieba i jego spadkobierca; wydawca dzieł i czasopism niemieckich, dbał o rozwój techniczny firmy
  - Heinrich von[3] Korn (1829–1907), syn Juliusa i jego spadkobierca; właściciel także papierni[4] na wówczas podwrocławskim Zakrzowie (dziś w granicach miasta); współzałożyciel m.in. Śląskiego Muzeum Rzemiosła Artystycznego i innych instytucji kulturalnych
  - Richard von Bergmann-Korn (1885–1945), Dr fil., mjr w st. sp., wnuk Heinricha, ostatni właściciel firmy; założyciel Bergstadtverlag
- nie związani z rodową firmą Johanna Jacoba
  - Friedrich Wilhelm Korn, syn Wilhelma Gottlieba
  - Julian Ferdinand Korn, syn Wilhelma Gottlieba
  - Adolf Carl Korn (1820–1902), syn Juliana Ferdinanda; lekarz w Argentynie
  - Aleksander Korn (1860–1936), syn Adolfa Carla; lekarz i polityk argentyński
  - Marie von Korn (1866 – 1955), córka Heinricha[5][6][7].

Heinrich von Korn stał się patronem jednej z wrocławskich ulic (dziś - aleja Kromera), wiodącej w kierunku Psiego Pola. W okolicach Psiego Pola, w dzisiejszym osiedlu Pawłowice Kornowie nabyli w 1891 majątek (dziś mieści się w nim Ponadregionalne Rolnicze Centrum Kongresowe w Pawłowicach Uniwersytetu Przyrodniczego we Wrocławiu, w 1996 roku został on wpisany do rejestru zabytków). Jeszcze w roku 1867 Heinrich Korn nabył inny pałac na Dolnym Śląsku, w Siedlimowicach. Dewizą rodową Kornów była łacińska sentencja CANDIDE ET CAUTE (zacnie i przezornie); inskrypcja tej treści widnieje nad portalem pałacu w Pawłowicach oraz nad portalem ruiny pałacu w Siedlimowicach.